# Simon Lessing
Pour les articles homonymes, voir Lessing.
Simon Lessing, né le 12 février 1971 au Cap en Afrique du Sud, est un triathlète professionnel anglais, multiple champion du monde de triathlon

## Biographie
Simon Lessing est cinq fois champion du monde de triathlon (1992, 1995, 1996, 1998 et en LD : 1995 ) et trois fois champion d'Europe de triathlon : 1991, 1993 et 1994. Il a également gagné sept épreuves de Coupe du monde (Embrun et Monte-carlo 1992, Stockholm 1997, Zurich 1998,  Kapelle-op-den-Bos et Monte-carlo 1999, Toronto 2000).
Simon Lessing a été ajouté par l'Union internationale de triathlon en 2014, dans l'ITU Hall of Fame, pour la reconnaissance de son immense palmarès. Il est actuellement le triathlète le plus titré sur le circuit de l'Union internationale de triathlon (ITU).

## Palmarès
Le tableau présente les résultats les plus significatifs (podium) obtenus sur le circuit international de triathlon depuis 1991.
| Année | Compétition                          | Pays        | Position | Temps           |
| ----- | ------------------------------------ | ----------- | -------- | --------------- |
| 2007  | Ironman 70.3 Timberman               | États-Unis  |          | 4 h 0 min 2 s   |
| 2007  | Ironman 70.3 Floride                 | États-Unis  |          | Timing          |
| 2006  | Ironman 70.3 Cancún                  | Mexique     |          | Timing          |
| 2006  | Ironman 70.3 Buffalo-Springs         | États-Unis  |          | Timing          |
| 2006  | Ironman 70.3 Vineman                 | États-Unis  |          | Timing          |
| 2006  | Championnat du monde Ironman 70.3    | États-Unis  |          | 3 h 47 min 27 s |
| 2005  | Ironman 70.3 Floride                 | États-Unis  |          | 3 h 53 min 47 s |
| 2004  | Ironman USA                          | États-Unis  |          | 8 h 23 min 12 s |
| 2002  | Championnat britannique              | Royaume-Uni |          | Timing          |
| 1999  | Championnat du monde                 | Canada      |          | 1 h 45 min 31 s |
| 1998  | Championnat du monde                 | Suisse      |          | 1 h 55 min 30 s |
| 1997  | Championnat du monde                 | Australie   |          | 1 h 49 min 7 s  |
| 1996  | Championnat du monde                 | États-Unis  |          | 1 h 39 min 50 s |
| 1995  | Championnat du monde                 | Mexique     |          | 1 h 48 min 28 s |
| 1995  | Championnat du monde longue distance | France      |          | 5 h 46 min 17 s |
| 1994  | Championnat d'Europe                 | Allemagne   |          | 1 h 50 min 38 s |
| 1993  | Championnat du monde                 | Royaume-Uni |          | 1 h 53 min 2 s  |
| 1993  | Championnat d'Europe                 | Luxembourg  |          | 1 h 54 min 4 s  |
| 1993  | Triathlon International de Nice      | France      |          | 6 h 10 min 55 s |
| 1992  | Championnat du monde                 | Canada      |          | 1 h 49 min 4 s  |
| 1992  | Championnat d'Europe                 | Allemagne   |          | 1 h 49 min 5 s  |
| 1992  | Championnat britannique              | Royaume-Uni |          | Timing          |
| 1991  | Championnat d'Europe                 | Suisse      |          | 1 h 53 min 25 s |